# SKN Sankt Pölten
SKN Sankt Pölten is een Oostenrijkse voetbalclub uit de stad Sankt Pölten, de hoofdstad van de deelstaat Neder-Oostenrijk.

## Geschiedenis
De club werd opgericht in juni 2000 als opvolger van FCN St. Pölten, die op zijn beurt weer een opvolger was van VSE St. Pölten. De nieuwe club nam de infrastructuur van FCN over en werd daardoor niet als volledig nieuwe club gezien. Het mocht hierdoor beginnen in de 2. Landesliga West (vijfde klasse) in plaats van het allerlaagste niveau.
In het eerste jaar werd de club meteen kampioen en promoveerde het naar de 1. Landesliga. Ook daar werd de titel gepakt en de club promoveerde zodoende naar de Regionalliga Ost. Datzelfde jaar bereikte het ook de finale van de beker van Neder-Oostenrijk, maar die ging verloren.
In het eerste seizoen in de Regionalliga (2002-2003) werd de club tiende, maar het seizoen daarna wisten ze de vierde plaats bereiken. In 2004-2005 werden de geel-blauwen zesde en bereikten ze de kwartfinale van de beker van Oostenrijk nadat SV Wörgl, Schwarz-Weiß Bregenz en Austria Salzburg verslagen werden. In de kwartfinale werd een pandoering geleden tegen Austria Wien (0-6).

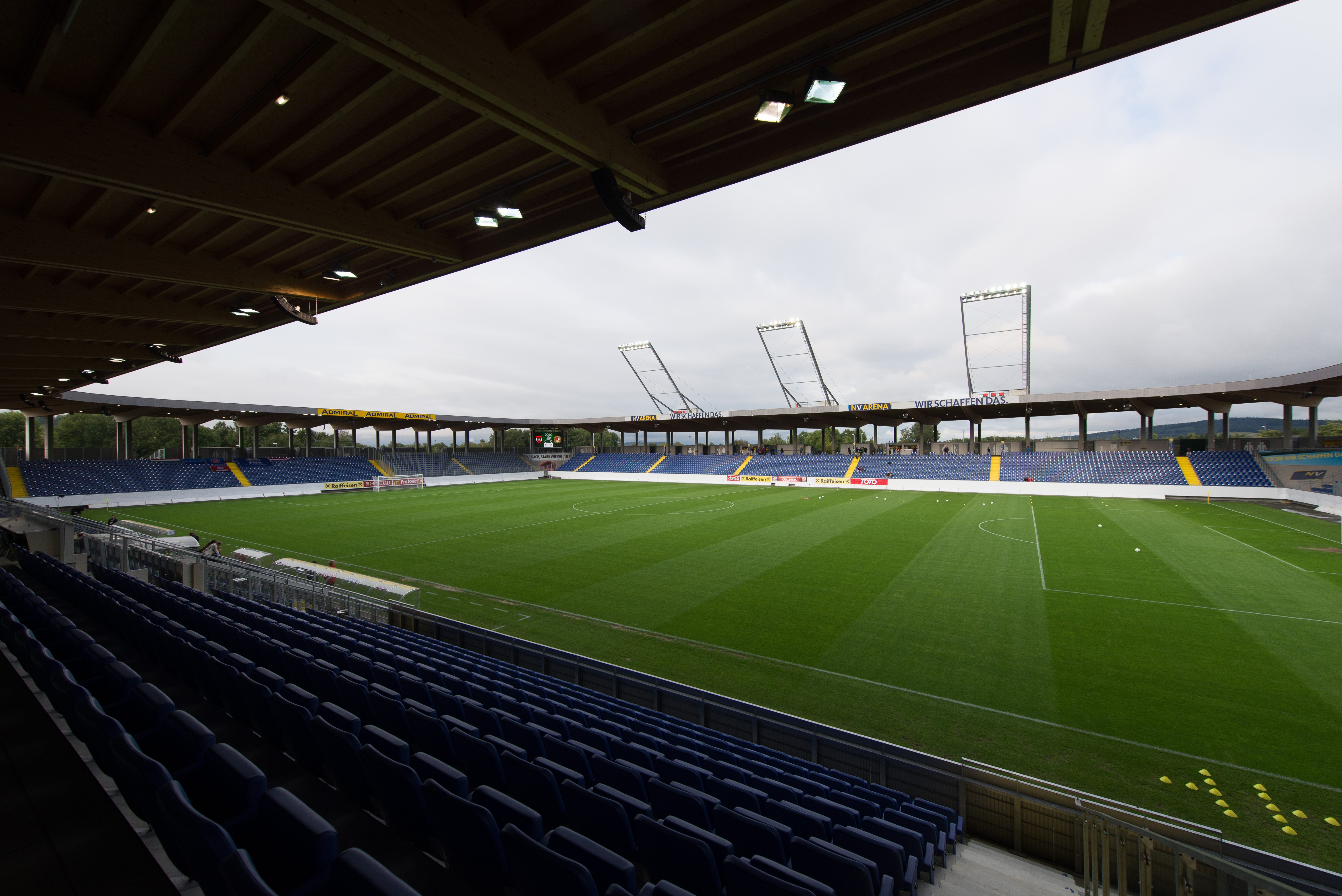
De in 2013 geopende NV Arena in St. Pölten

In het volgende seizoen kon het promotieticket niet worden behaald, maar SKN eindigde uiteindelijk op één punt achterstand op SC-ESV Parndorf 1919. In 2006/07 was het doel promotie naar de Erste Liga, maar ook dit mislukte en tijdens de winterstop verlieten enkele spelers de club en de club werd vijfde.
Kampioen werd men in het seizoen 2007/2008, terwijl voorafgaand aan de competitie een plaats in de subtop werd geambieerd. Titelambities leken onrealistisch, omdat andere ploegen zoals Vienna en Wiener Sportklub een veel groter budget hadden. Door de promotie naar de Erste Liga en de daarbij behorende licentie-eisen, verrees er in de stad een compleet nieuw stadion onder de naam NV Arena. De thuisbasis wordt omringd door aarden wallen en wordt door middel van zonnepanelen op het dak met duurzame energie voorzien. De NV Arena biedt plaats aan 8.000 toeschouwers en vervangt voor SKN de thuisbasis Voithplatz, dat in 1951 werd gebouwd. 

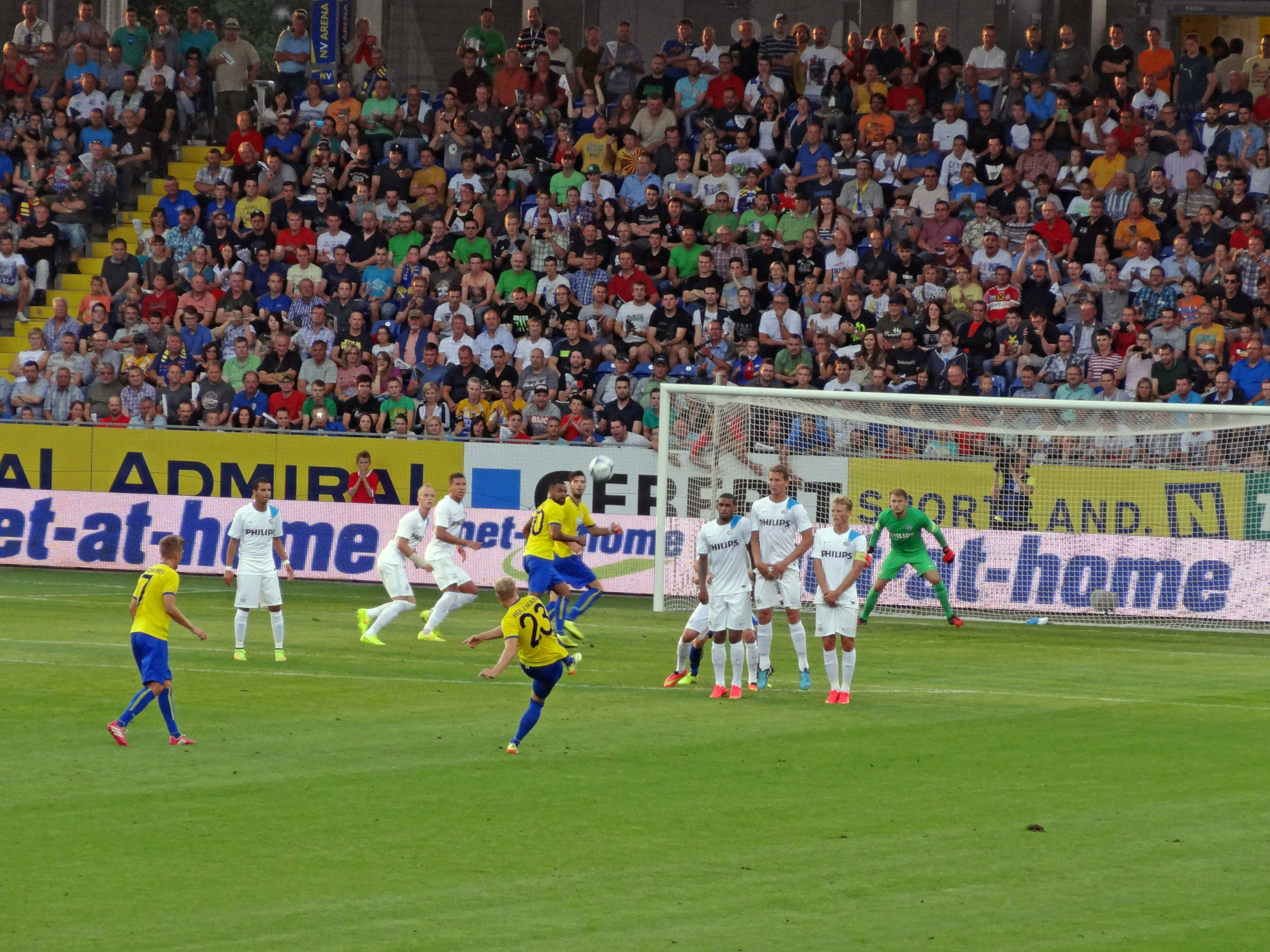
SKN St. Pölten in de geel-blauwe thuisshirts tegen PSV in de voorrondes van de Europa League.

In het seizoen 2013/2014 plaatsten ze zich voor de voorronde van de Europa League 2014/2015 door de bekerfinale te halen, waarin ze werden verslagen door Red Bull Salzburg (4-2). Desondanks bemachtigden ze zo een ticket voor de tweede voorronde. Hierin was het Bulgaarse Botev Plovdiv de tegenstander. In de eerste wedstrijd, in Bulgarije, werd met 2-1 verloren. Thuis wonnen de geel-blauwen met 2-0 door twee treffers van Daniel Segovia. Sankt Pölten kwalificeerde zich hierdoor voor de derde ronde, waar het aantrad tegen PSV Eindhoven. Dat won in eigen huis met 1-0 (doelpunt Luuk de Jong) en was een week later opnieuw de sterkste: 2-3. Namens PSV scoorden Jürgen Locadia, Memphis Depay en Luuk de Jong. Voor de thuisploeg schoten Segovia en Konstantin Kerschbaumer raak.
In 2016 werd SKN Sankt Pölten na een 3-0 overwinning op SC Wiener Neustadt eerste in de Erste Liga en keert daardoor na 22 jaar na voorganger VSE St. Pölten terug in de Oostenrijkse Bundesliga. Na een voorlaatste plaats in het eerste seizoen eindigde de club in 2018 laatste. Echter doordat de competitie van 10 naar 12 clubs ging kreeg de club kans op redding na een barrage tegen de derde uit de tweede klasse, SC Wiener Neustadt. SKN won en bleef in de hoogste klasse.
In 2021 kwam er na vijf seizoenen een einde aan Bundesliga-voetbal in St. Pölten. De geel-blauwen eindigden als laatste in de Bundesliga, maar omdat uit de 2. Liga de kampioen Blau-Weiß Linz en runner-up FC Liefering geen licentie aanvroegen, kreeg SKN St. Pölten een herkansing in de promotie-/degradatiewedstrijden tegen de nummer drie van de 2. Liga, SK Austria Klagenfurt. Het verloor met duidelijke cijfers (4–0 uit, 0–1 thuis), waardoor degradatie naar de 2. Liga een feit werd.

## Overzichtslijsten

### Eindklasseringen vanaf 2001
- 2001 1e
n5
- 2002 1e
Landesliga
- 2003 10e
Regionalliga
- 2004 4e
Regionalliga
- 2005 6e
Regionalliga
- 2006 2e
Regionalliga
- 2007 5e
Regionalliga
- 2008 1e
Regionalliga
- 2009 5e
2. Liga
- 2010 4e
2. Liga
- 2011 5e
2. Liga
- 2012 5e
2. Liga
- 2013 4e
2. Liga
- 2014 4e
2. Liga
- 2015 5e
2. Liga
- 2016 1e
2. Liga
- 2017 9e
Bundesliga
- 2018 10e
Bundesliga
- 2019 6e
Bundesliga
- 2020 9e
Bundesliga
- 2021 12e
Bundesliga
- 2022 8e
2. Liga
- 2023 3e
2. Liga

- Bundesliga
- 2. Liga
- Regionalliga
- Landesliga
- n5

De 2. Liga stond tot en met 2018 als Erste Liga bekend. 

### Seizoensresultaten vanaf 2003
| Seizoen   | №  | Clubs | Divisie          | Duels | Winst | Gelijk | Verlies | Doelsaldo | Punten | Tsch  |
| --------- | -- | ----- | ---------------- | ----- | ----- | ------ | ------- | --------- | ------ | ----- |
| 2002–2003 | 10 | 16    | Regionalliga Ost | 30    | 11    | 5      | 14      | 42–55     | 38     | ??    |
| 2003–2004 | 4  | 16    | Regionalliga Ost | 30    | 14    | 5      | 11      | 60–36     | 47     | ??    |
| 2004–2005 | 6  | 16    | Regionalliga Ost | 30    | 16    | 8      | 6       | 62–26     | 56     | ??    |
| 2005–2006 | 2  | 16    | Regionalliga Ost | 30    | 19    | 7      | 4       | 65–33     | 64     | 897   |
| 2006–2007 | 5  | 16    | Regionalliga Ost | 30    | 16    | 8      | 6       | 71–27     | 56     | 1.058 |
| 2007–2008 | 1  | 16    | Regionalliga Ost | 30    | 22    | 7      | 1       | 58–21     | 73     | 1.622 |
| 2008–2009 | 5  | 12    | Erste Liga       | 33    | 13    | 8      | 12      | 51–46     | 47     | 1.685 |
| 2009–2010 | 4  | 12    | Erste Liga       | 33    | 14    | 9      | 10      | 44–42     | 51     | 1.042 |
| 2010–2011 | 5  | 10    | Erste Liga       | 36    | 13    | 12     | 11      | 55–55     | 51     | 986   |
| 2011–2012 | 5  | 10    | Erste Liga       | 36    | 14    | 9      | 13      | 45–45     | 51     | 1.415 |
| 2012–2013 | 4  | 10    | Erste Liga       | 36    | 14    | 12     | 10      | 65–60     | 54     | 2.915 |
| 2013–2014 | 4  | 10    | Erste Liga       | 36    | 15    | 8      | 13      | 52–48     | 53     | 2.364 |
| 2014–2015 | 5  | 10    | Erste Liga       | 36    | 13    | 10     | 13      | 39–41     | 49     | 1.899 |
| 2015–2016 | 1  | 10    | Erste Liga       | 36    | 26    | 2      | 8       | 68–34     | 80     | 2.763 |
| 2016–2017 | 9  | 10    | Bundesliga       | 36    | 9     | 10     | 17      | 41–60     | 37     | 3.735 |
| 2017–2018 | 10 | 10    | Bundesliga       | 36    | 5     | 5      | 26      | 28–77     | 20     | 2.677 |
| 2018–2019 | 6  | 12    | Bundesliga       | 32    | 9     | 9      | 14      | 32–50     | 21     | 3.523 |
| 2019–2020 | 9  | 12    | Bundesliga       | 32    | 8     | 10     | 11      | 39–65     | 25     | 3.364 |
| 2020–2021 | 12 | 12    | Bundesliga       | 32    | 5     | 9      | 18      | 39–57     | 13     | --    |
| 2021–2022 | 8  | 12    | 2. Liga          | 30    | 12    | 6      | 12      | 43-38     | 42     |       |
| 2022–2023 | 3  | 12    | 2. Liga          | 30    | 17    | 5      | 8       | 51-27     | 56     |       |

- Vanaf het seizoen 2018/2019 worden er in de Bundesliga na de reguliere competitie (22 speelrondes) play-offs afgewerkt, waarbij de punten worden gehalveerd. In de tabel staat het puntenaantal rekening houdend met de puntenhalvering. In theorie kan deelname aan de kwalificatiegroep (plaats 7 t/m 12) meer punten opleveren dan deelname aan de kampioensgroep (plaats 1 t/m 6).

### In Europa
#Q = #kwalificatieronde, T/U = Thuis/Uit, W = Wedstrijd, PUC = punten UEFA coëfficiënten .
Uitslagen vanuit gezichtspunt SKN Sankt Pölten
| Seizoen | Competitie    | Ronde | Land               | Club          | Totaalscore | 1e W    | 2e W    | PUC |
| ------- | ------------- | ----- | ------------------ | ------------- | ----------- | ------- | ------- | --- |
| 2014/15 | Europa League | 2Q    | Vlag van Bulgarije | Botev Plovdiv | 3-2         | 1-2 (U) | 2-0 (T) | 1.0 |
|         |               | 3Q    | Vlag van Nederland | PSV           | 2-4         | 0-1 (U) | 2-3 (T) | 1.0 |

Zie ook:
- Deelnemers UEFA-toernooien Oostenrijk
- Ranglijst van alle clubs die in de diverse Europa Cups zijn uitgekomen